# Harvey Pirie
James Hunter Harvey Pirie (* 10. Dezember 1878 in Foveran, Aberdeenshire; † 27. September 1965 in Johannesburg, Südafrika) war ein britischer Arzt und Bakteriologe. Darüber hinaus war er ein angesehener Orchideenzüchter und Philatelist. Nach ihm ist die Pirie-Halbinsel benannt. 1940 wurde auf Piries Vorschlag der Erreger der Listeriose nach dem britischen Naturwissenschaftler Joseph Lister, 1. Baron Lister in Listeria monocytogenes umbenannt.

## Leben
Pirie studierte an der University of Glasgow und erwarb 1902 den Bachelor in Medizin und Chemie. 1902 bis 1904 nahm er als Arzt und Geologe an der Scottish National Antarctic Expedition (1902–1904) unter William Speirs Bruce teil. Anschließend setzte er seine postgraduale Ausbildung an der University of Edinburgh fort und promovierte 1907 in Medizin mit einer Schrift über die Zellen der grauen Substanz des Rückenmarks (On the smaller polygonal cells of the grey matter of the spinal cord). 1908 wurde er in die Royal Society of Edinburgh gewählt. Nachdem er zunächst in eigener Praxis tätig gewesen war, ging er 1913 für den Colonial Service nach Kenia und war von 1926 bis 1941 Bereichsleiter am South African Institute for Medical Research in Johannesburg.